# Kumede
Die Kumede ist eine Theaterspielgemeinschaft in Köln, die ausschließlich Stücke in der Kölschen Sprache aufführt.

## Geschichte
Das Wort Kumede entstammt dem Kölschen und bedeutet „Komödie“. Die Anfänge liegen im Jahr 1947, in der frühen Nachkriegszeit. Um trotz der schlechten Verhältnisse nach dem verlorenen Krieg die Menschen wieder auf positive Gedanken und womöglich zum Lachen zu bringen, wurde die Kumede gegründet. Seither spielt die Theatertruppe jedes Jahr ein neues Stück. Seit 2016 liegt die Spielzeit in den Monaten Mai und Juni. Neben etlichen nichtöffentlichen und Sonderveranstaltungen werden 22 reguläre Vorstellungen gegeben.
Die Aufführungen fanden bis 2012 in der Aula des Berufskollegs am Perlengraben im Kölner Zentrum statt. Aufgrund geplanter Sanierungsmaßnahmen war das Ensemble 2013 gezwungen, in eine neue Spielstätte umzuziehen und hatte in der Aula des Gymnasiums Thusneldastraße (Köln-Deutz) vorübergehend eine neue Heimat gefunden. Seit 2016 spielt die Kumede auf der Volksbühne am Rudolfplatz, im ehemaligen Millowitsch-Theater.
Die Kumede ist während einer Spielserie mit rund 10.000 Besuchern meist ausverkauft und kann sich somit selbst, das heißt aus dem Kartenverkauf, finanzieren. Gespielt werden gewöhnlich Schwänke, vorwiegend aus eigener Feder.

## Verein
Die Theateraufführungen werden organisiert vom „Heimatverein Alt-Köln|Heimatverein Alt-Köln e. V. – Verein zur Pflege kölnischer Geschichte, Sprache und Eigenart“, der 1902 gegründet wurde. Etwas mehr als zwanzig der Vereinsmitglieder sind im Spielkreis Kumede organisiert.

## Aufführungen der letzten Jahre
| 2003: „Schläch höre kann hä jot“                                                   | (Schlecht hören/folgen/gehorchen kann er gut)                  |
| 2004: „Ottekolong vum Aldermaat“                                                   | (Kölnisch Wasser vom kölner Alter Markt)                       |
| 2005: „Papeer ess (un-)jedöldich“                                                  | (Papier ist (un-)geduldig)                                     |
| 2006: „En schön Üverraschung“                                                      | (Eine schöne Überraschung)                                     |
| 2007: „Dä Filou“                                                                   | (Das Schlitzohr) nach Molières Tartuffe                        |
| 2008: „Familijefess“                                                               | (Familienfest)                                                 |
| 2009: „Klunker, Flüh un kölsche Klüngel“                                           | (Klunker, lockeres Geld und kölner Klüngel)                    |
| 2010: „Wo ess dat Testament?“                                                      | (Wo ist das Testament?)                                        |
| 2011: „Jeld allein mäht nit jlöcklich“                                             | (Geld allein macht nicht glücklich)                            |
| 2012: „Bei Hempels ungerm Kanapee“                                                 | (Bei Familie Hempel unter dem Sofa / Ein großes Durcheinander) |
| 2013: „Knaatsch em Veedel“                                                         | (Ärger im Viertel/Stadtteil)                                   |
| 2014: „Dubbelt jeniht hält besser?“                                                | (Doppelt genäht hält besser?)                                  |
| 2016: „Un luuter proper blieve“                                                    | (Und immer schön sauber bleiben)                               |
| 2017: „Ne Kühmbrezel“                                                              | (Ein Hypochonder) nach Molières Der eingebildete Kranke        |
| 2018: „Jeck em Kopp“                                                               | (Verrückt im Kopf)                                             |
| 2019: „Zemmer zo vermeede“                                                         | (Zimmer zu vermieten)                                          |
| 2020: "Schläch höre kann hä jot" verschoben wg. Corona-Pandemie-Maßnahmen auf 2021 | (Schlecht hören kann er gut)                                   |
| 2021: "Schläch höre kann hä jot"                                                   | (Schlecht hören kann er gut)                                   |
| 2022 "Wo et Hätz schleiht"                                                         | (Wo das Herz schlägt)                                          |
| 2023 "Alles Jode kütt vun bovve"                                                   | (Alles Gute kommt von oben)                                    |